# 식신 (영화)
《식신》(중국어: 食神, 영어: The God of Cookery)은 1996년 주성치가 제작, 각본, 주연을 맡은 홍콩 코미디 영화이다.

## 줄거리
주성치(영화 속 성치의 이름에 쓰이는 한자는 성치의 실제 이름과 다르다)는 요리법을 은근히 거의 모르고, 성공적인 비즈니스 제국을 경영하며, 어떤 제품이라도 기꺼이 값을 치르고 파는 부패한 연예인 요리사다. 거만하고 건방진 성치는 "식신"으로 불리며 자신을 멋지게 보이도록 꾸며진 요리 경연의 심사위원으로 등장한다.
대역을 가장하고 성치의 사업 파트너(오맹달)와 공모해 전복을 꾀한 불통(곡덕소)은 성치의 50번째 식당 개점식 때 성치를 사기극으로 폭로한다. 불은 새로운 "식신"으로 선언되고 성치의 부패한 제국을 이어받았다. 폐허가 된 성치는 템플 스트리트라고 알려진 지역의 거리에서 산다. 그곳에서 그는 변질되고 군더더기 없는 음식 포장마차 주인 터키(모원웨이)에게 "조화된 국수" 한 그릇을 주문하며 맛 부족, 끔찍한 준비, 비위생적인 재료 등을 비판한다. 열띤 교류가 벌어지는 동안, 성치는 존경심을 요구하며 자신이 몰락한 "식신"이라고 밝히고 나서 그녀에게 약간의 돈을 달라고 애원한다. 깡패들은 그의 팬 핸들링에 대해 그를 때렸지만, 터키는 성치를 불쌍히 여겨 밥에 바베큐 돼지고기 한 그릇을 주면서 그들을 쫓아낸다. 성치는 감동해서 맛있다고 선언한다.
이후 성치는 그 동안 사기쳐서 식신에 자리에 올랐던 과거를 반성하고 진정한 식신으로 거듭나기 위해 소림사에 들어가서 훈련을 한다. 하지만 여기에서는 소림 18동인이라는 매우 재미있지만 무서운 승려들에게 매우 시달리며 고통을 받는다. 이렇게 천신만고 끝에 성치는 진정한 식신으로 거듭나려 한다.

## 출연진
- 주성치
- 모원웨이
- 곡덕소
- 오맹달